# Ralph Earl
Pour les articles homonymes, voir Earl.
Ralph Earl (11 mai 1751 – 16 août 1801) est un peintre américain connu pour ses portraits, dont 183 exemplaire sont répertoriés. Il peignit également six paysages parmi lesquels les Chutes du Niagara.

## Biographie

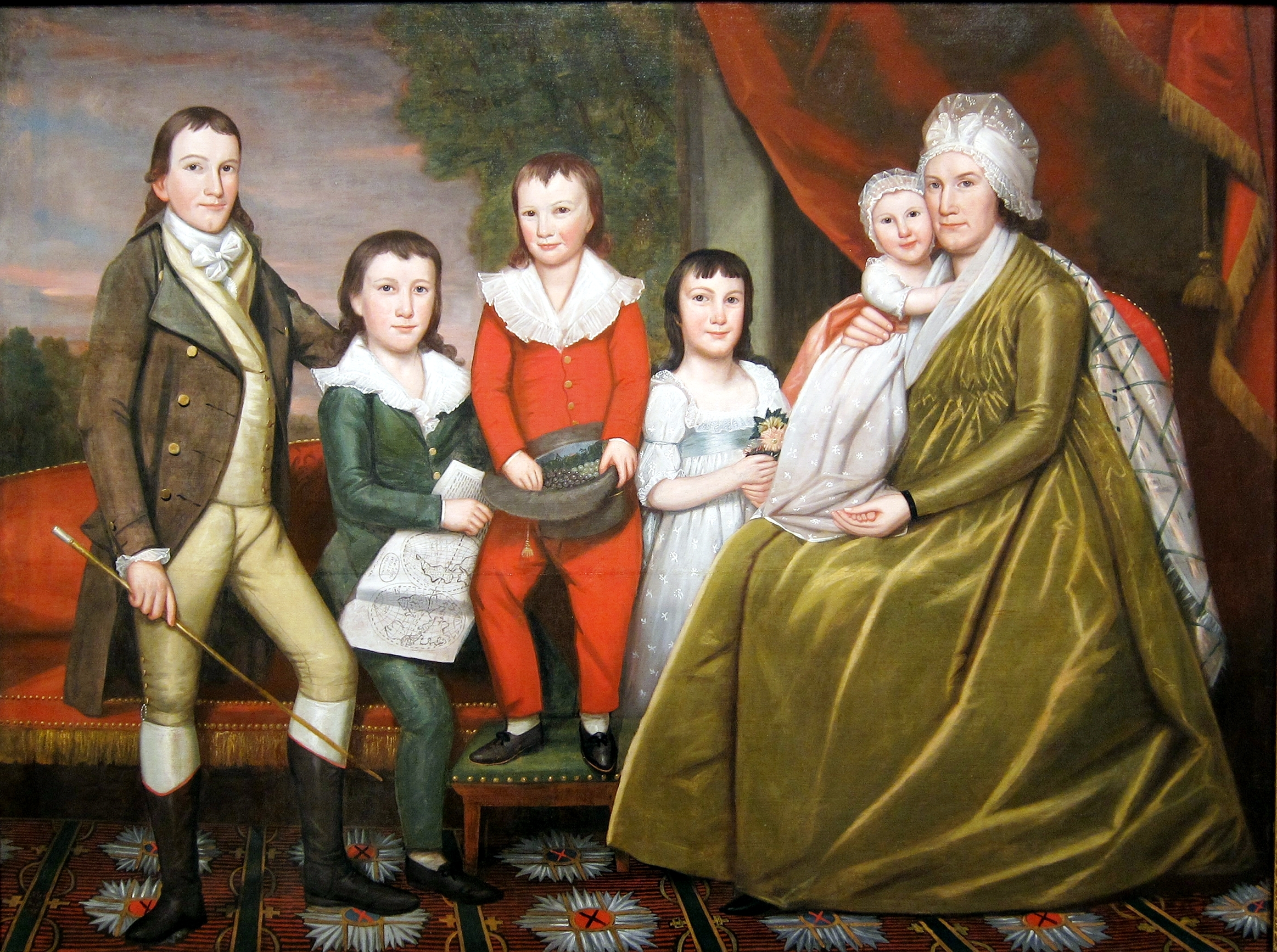
Mrs. Noah Smith and her children (1798)

Ralph Earl est né dans le Massachusetts. Vers 1774, il travailla comme portraitiste à New Haven (Connecticut). À l'automne 1774, il se marie à Leicester (Massachusetts) à sa cousine Sarah Gates. Le couple eut une petite fille peu de temps après, mais Earl les abandonna et retourna à New Haven. Comme de nombreux artistes de son époque, Earl était auto-didacte. En 1775, il visita le site de la bataille de Lexington et Concord, la première de la Guerre d'indépendance américaine. Contrairement à son père qui fut patriote, Ralph Earl fut loyaliste. Avec le graveur Amos Doolittle, il dessina les batailles de la guerre d'indépendance. Il s'enfuit en Angleterre en 1778 et entra dans l'atelier londonien de Benjamin West. Il réalisa des portraits du roi et de plusieurs notables britanniques. Il s'installa à Norwich et épousa Ann Whiteside. En 1785 ou 1786, Earl retourna aux États-Unis avec sa nouvelle femme. Il fit les portraits de Timothy Dwight, Governor Caleb Strong, Roger Sherman et d'autres notables. Il signa un portrait de Roger Sherman auquel il donna l'impression de solennité et d'intégrité républicaine grâce à une grande maîtrise de l'espace. En 1786, il fut emprisonné pour dettes et relâché deux ans plus tard. Il mourut à Bolton (Connecticut) en 1801, peut-être à cause de l'alcool.

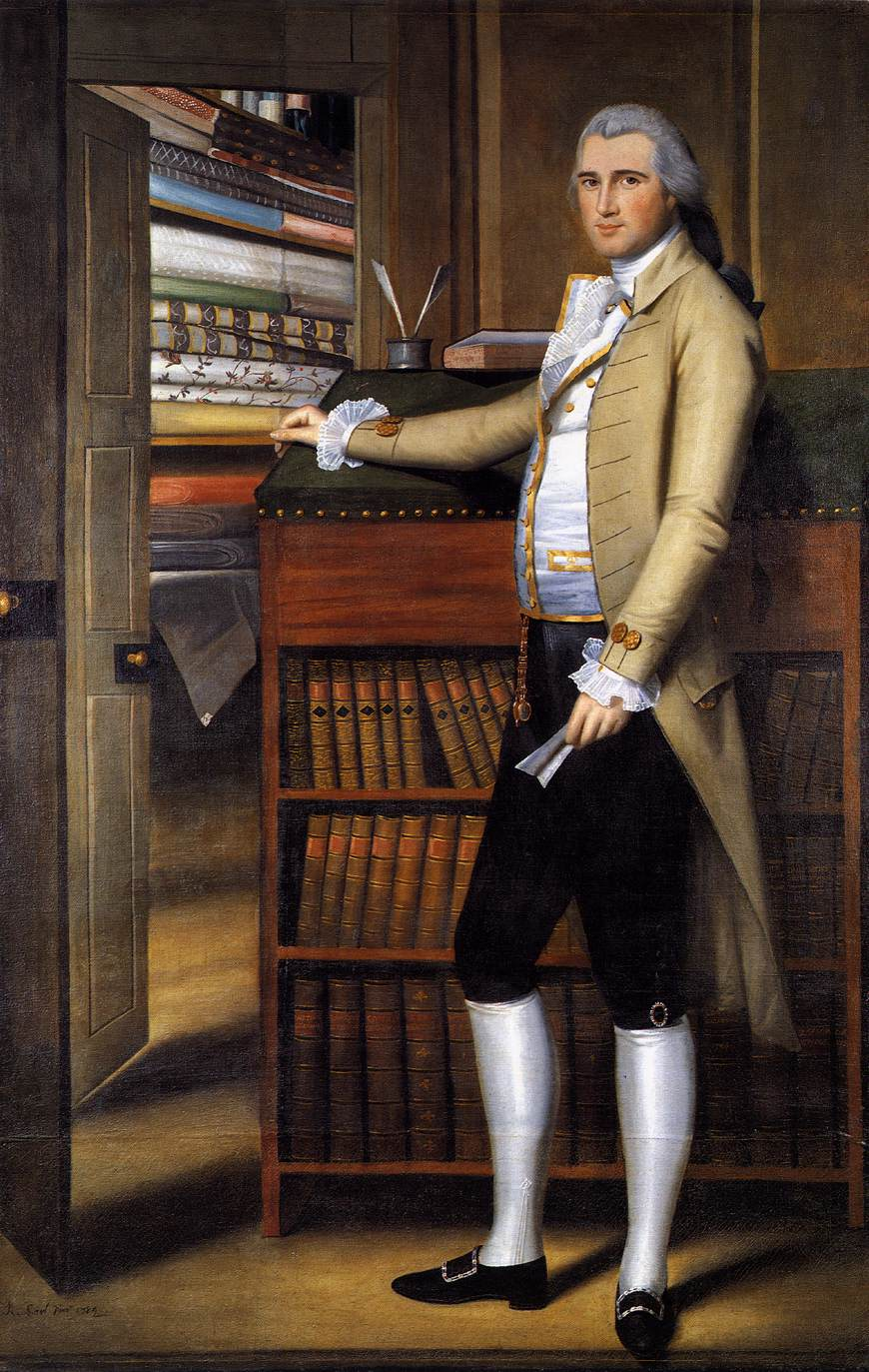
Elijah Boardman 1789 huile sur toile 210,9 cm x 129,6 cm Boardman était un marchand de textiles, il participa à la guerre d'indépendance et fut sénateur des Etats-Unis.
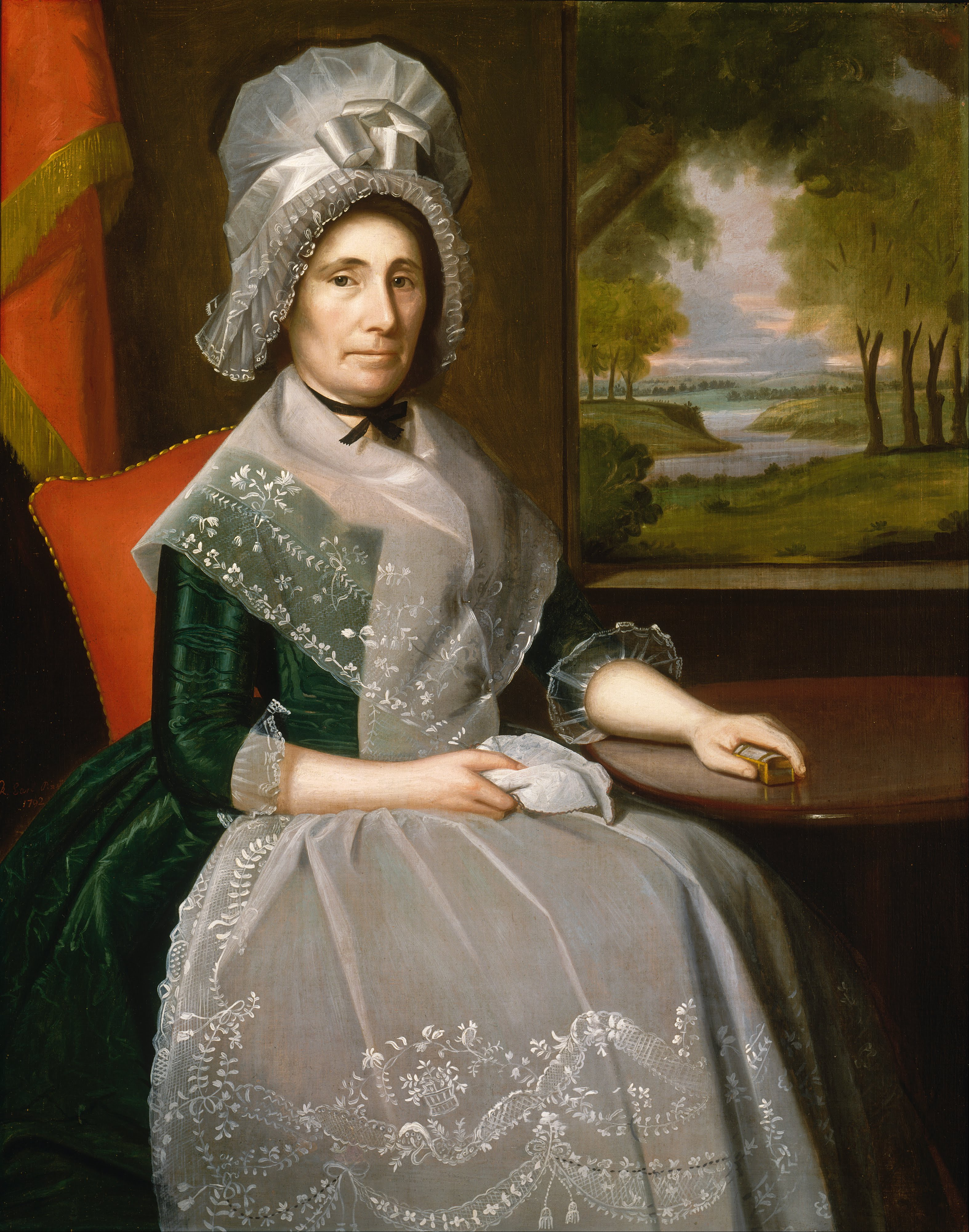
Mrs. Richard Alsop1792 huile sur toile 115,9 cm. Largeur : 61,595 cm. Smithsonian American Art Museum
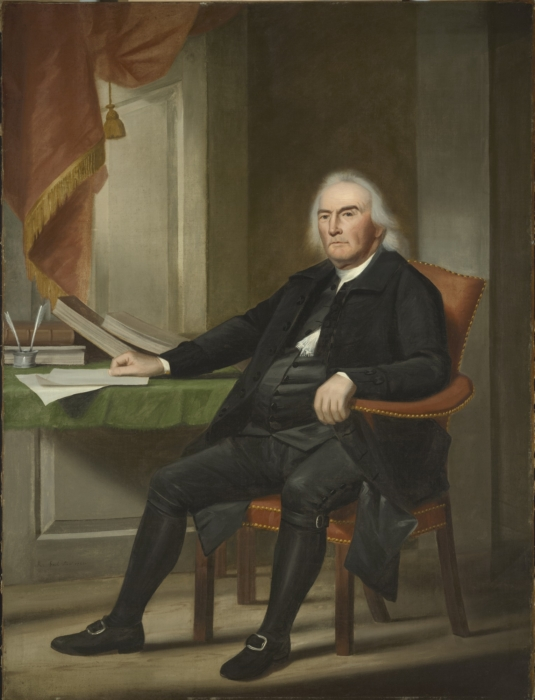
"Abraham Davenport (1715-1789), (homme politique américain) .1788 huile sur toile 71 1/8 in. x 53 3/4 The Yale University Art Gallery,
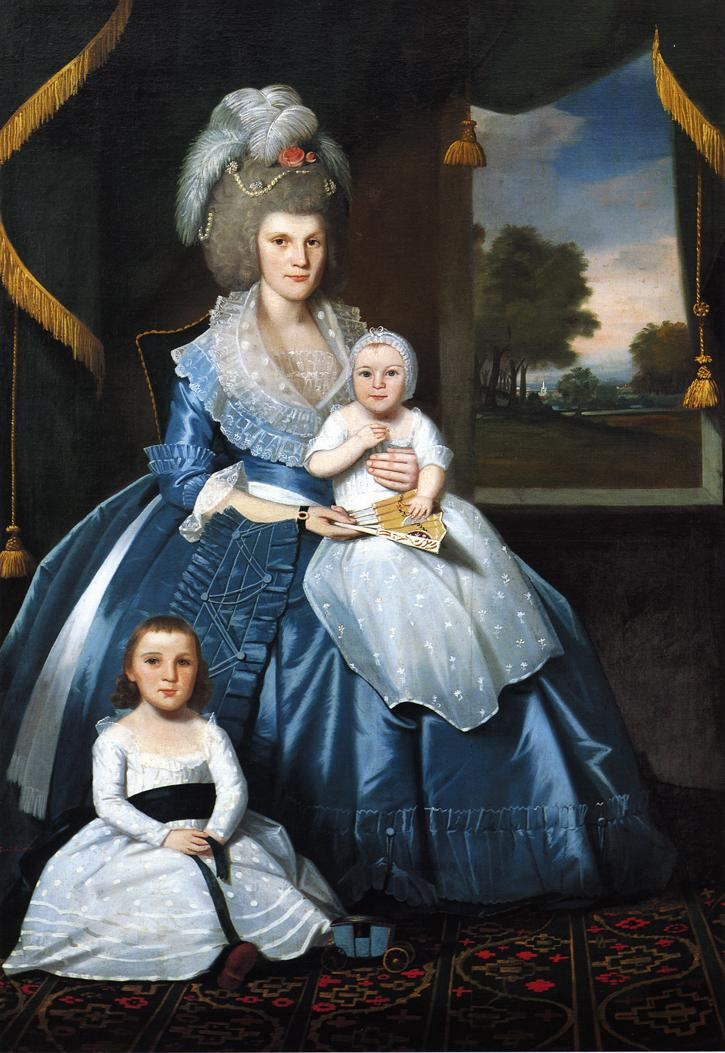
Madame Benjamin Tallmadge, son fils Henry Floyd et sa fille  Maria Jones 1790. 1790, huile sur toile 	The Athenaeum